# واکنش جابجایی آب–گاز

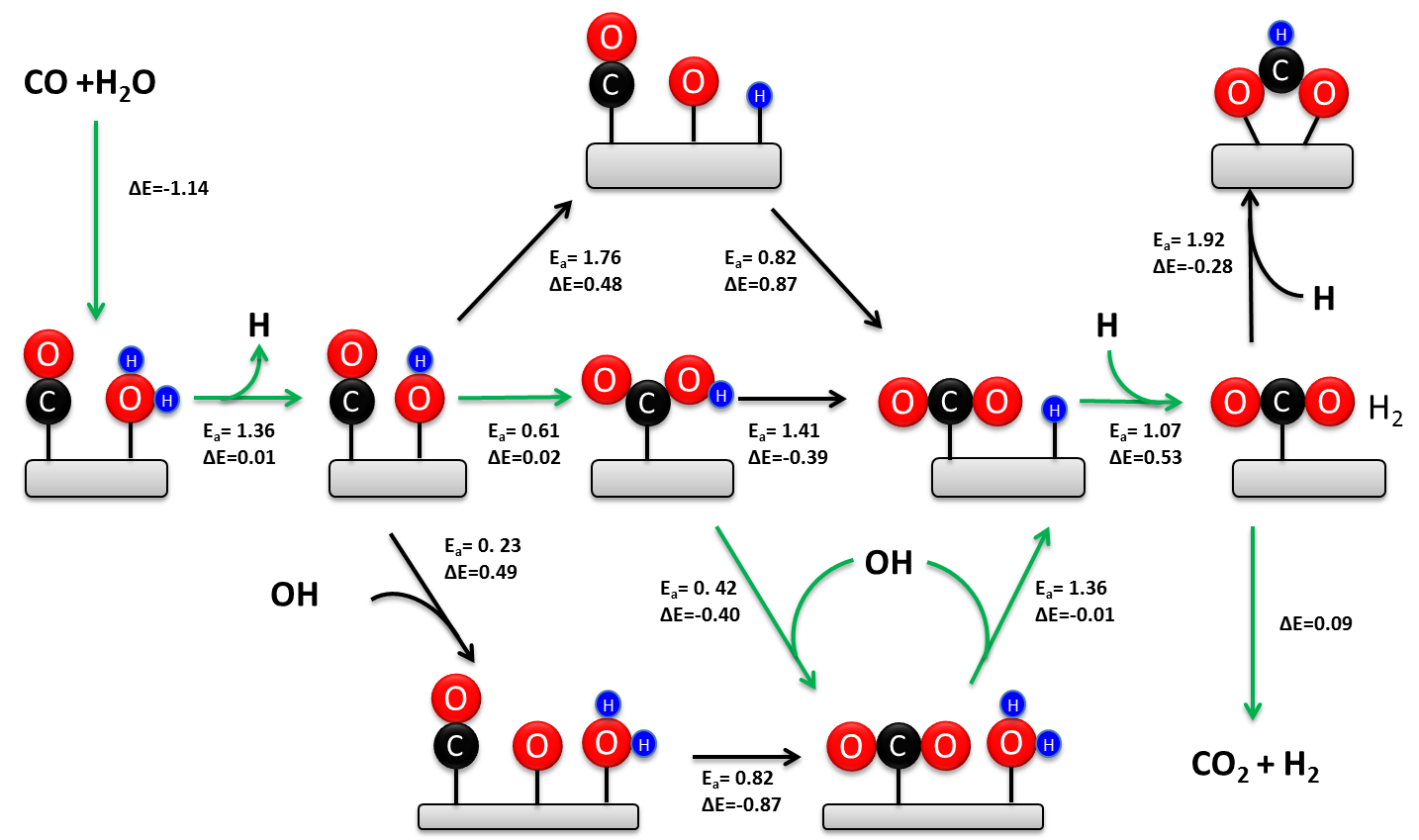
سازوکار واکنش شیفت آب-گاز

واکنش تغییر آب-گاز یا واکنش شیفت آب-گاز (به انگلیسی: Water-gas shift reaction)، (مخفف انگلیسی: WGSR) یک واکنش شیمیایی است که طی آن کربن مونوکسید در واکنش با بخار آب، تولید کربن دی‌اکسید و گاز هیدروژن می‌کند. اهمیت این واکنش از این جهت است که از دو ماده ارزان و فراوان (CO و H۲O) می‌توان گاز هیدروژن که کاربردهای صنعتی فراوان دارد تولید کرد. این واکنش نخستین بار توسط دانشمند ایتالیایی فلیس فونتانا در سال ۱۷۸۰ کشف شد. پیش از اوایل قرن ۲۰، هیدروژن با واکنش بخار تحت فشار زیاد با آهن و تولید آهن، اکسید آهن و هیدروژن بدست می‌آمد.
CO + H2O {\displaystyle \rightleftharpoons } CO2 + H2</sub

## واکنش جابجایی آب-گاز معکوس
از آنجا که واکنش جابجایی آب و گاز یک واکنش تعادلی است، یک واکنش جابجایی آب و گاز «معکوس» وجود ندارد. گاز آب به عنوان گاز سوختی متشکل از مونوکسیدکربن (CO) و هیدروژن (H2) تعریف می‌شود. اصطلاح «جابجایی» در جابجایی آب-گاز به معنای تغییر نسبت گاز و آب است. این نسبت را می‌توان با افزودن CO2 افزایش یا با افزودن بخار به راکتور کاهش داد.